# Makary III (koptyjski patriarcha Aleksandrii)
Makary III (ur. 18 lutego 1872 w El-Mahalla al-Kubra, zm. 31 sierpnia 1945 w Kairze) – 90. patriarcha Kościoła koptyjskiego w latach 1942–1945.